# Folschviller
Folschviller település Franciaországban, Moselle megyében. Lakosainak száma 3937 fő (2022. január 1.). Folschviller Altviller, Laudrefang, Lelling, Saint-Avold, Teting-sur-Nied, Vahl-Ebersing és Valmont községekkel határos.

## Népesség
A település népességének változása:
| Lakosok száma | 4825 | 4957 | 4581 | 4350 | 4147 | 4089 | 3993 | 3949 | 3949 | 3937 |
|               | 1968 | 1982 | 1990 | 2006 | 2013 | 2015 | 2017 | 2019 | 2020 | 2022 |